# Lengua de corpus
Una lengua de corpus es una lengua que ya no tiene hablantes nativos, cuando aquellos han dejado algún tipo de testimonio en un soporte perdurable (generalmente documentos escritos) que puede estudiarse. Ejemplos de lenguas de corpus son el griego antiguo, el latín, el egipcio, el español medieval, el Bangarla de Australia, etc.
Las lenguas de corpus se estudian empleando los métodos de la lingüística de corpus, pero esta puede usarse igualmente para el estudio de las producciones de hablantes de lenguas vivas.
No todas las lenguas extintas son "lenguas de corpus", ya que la mayoría de las lenguas ha desaparecido sin dejar ningún testimonio directo de la producción lingüística de sus hablantes.